# Marvel Entertainment
Marvel Entertainment, LLC (antes conocida como Marvel Enterprises Inc. y Toy Biz) fue una empresa estadounidense de entretenimiento, formada de la fusión de Marvel Entertainment Group, Inc. y Toy Biz, Inc. La compañía es una propiedad total de The Walt Disney Company, y es conocida principalmente por sus unidades Marvel Comics, Marvel Animation y Marvel Television. Es la antigua empresa matriz de Marvel Studios (que en agosto de 2015 se convirtió en una filial de Disney), que desarrolla y produce el Universo cinematográfico de Marvel.
El 31 de diciembre de 2009, The Walt Disney Company se fusionó con Marvel Entertainment, Inc. por 4 mil millones de dólares. Ha sido una Sociedad de responsabilidad limitada (LLC, en el original Limited Liability Company) desde entonces. Disney ha declarado que la asociación con la empresa no afectará a los productos de Marvel, como tampoco la naturaleza de los personajes de Marvel.
Con los años, Marvel Entertainment ha entrado en varias asociaciones y negociaciones con otras empresas a través de una variedad de negocios. A partir de 2016, Marvel tiene acuerdos de licencia de películas con 20th Century Fox y Columbia Pictures, y tuvo un acuerdo de licencia de un parque temático con Universal Parks & Resorts existente antes de la adquisición de Disney. Además de su contrato con Universal, los personajes y las propiedades de Marvel también han aparecido en Walt Disney Parks and Resorts, otra unidad de Disney.                                                                                    El 29 de marzo de 2023, las operaciones de Marvel Entertainment, incluidos Marvel Comics y Marvel Games, se incorporaron a las unidades comerciales de Disney.    

## Historia

### Marvel Entertainment Group, Inc.
Marvel Entertainment Group, Inc. (Marvel o MEG), fue constituida el 2 de diciembre de 1986 como la empresa matriz de Marvel Comics y Marvel Productions, fue puesto a la venta como parte de la liquidación de su empresa matriz, Cadence Industries, y vendido en 1986 a New World Pictures.
El 6 de enero de 1989, el grupo de empresas Ronald Perelman, Mac Andrews y Forbes Holdings compró Marvel Entertainment Group a New World por $ 82,5 millones de dólares, sin incluir Marvel Productions, que fue doblegado al negocio de la televisión y películas de New World.
En 2003, Bill Stine vendió de nuevo Quest Aerospace (Búsqueda Aeroespacial, un departamento de Marvel Toys), que había comprado en 1995, de Marvel. En diciembre de 2003, Marvel Entertainment adquirió Cover Concepts de Hearst Communications, Inc. En noviembre de 2004, Marvel consolidó la licencia de la ropa de dormir para niños con la empresa American Marketing, Inc. En noviembre de 2004, la corporación demandó a Corea del Sur-NCsoft Corporation y San Jose-based Cryptic Studios Inc. por posible infracción en la marca de su juego City of Heroes.
Marvel Entertainment Group comenzó a expandirse con las adquisiciones y la formación de nuevas divisiones. Marvel compró la tarjeta de comercio de la empresa Fleer el 24 de julio de 1992. El 30 de abril de 1993, Marvel adquirió el 46% de ToyBiz, por los derechos para hacer los juguetes de Marvel. El Grupo Andrews nombró a Avi Arad de ToyBiz como el presidente y CEO de la división Marvel Films y de New World Family Filmworks, Inc.
En 1993 y 1994, Marvel Holdings, Inc. y asociados a Marvel, Inc. se formaron entre Andrews Group y MEG por más de quinientos millones de dólares en bonos bajo la dirección de Perelman, asegurado por la población creciente de Marvel, fue aprobada en dividendos a grupo de empresas de Perlman. Marvel continuó realizando adquisiciones, con Panini, una fabricante etiqueta de origen italiano, fue el 4 de agosto de 1994 por $ 158,4 millones, y SkyBox Internacional el 8 de marzo de 1995, por $ 150 millones.
Marvel resolvió una demanda en abril de 2005 con Stan Lee sobre las regalías de cine por $10 millones. En septiembre de 2005, Marvel Enterprises cambió su nombre a Marvel Entertainment para reflejar la expansión de la empresa en la financiación de sus propias películas.
El intento de Marvel para distribuir sus productos condujo directamente a una disminución en las ventas y agravó las pérdidas que sufrió Marvel cuando la burbuja de cómic estalló, la huelga de la Liga Mayor de béisbol 1994 masacró a los beneficios de las unidades de Fleer y Panini, cuyos ingresos dependían en gran medida de la concesión de licencias de Disney, fue en problemas por malas proyecciones de Disney en la taquilla.
Mientras que los ingresos por licencias alcanzó $50 millones en 1995, MEG despidió a 275 empleados el 4 de enero de 1996, ya que las pérdidas para el año 1995 fueron $48,4 millones de dólares.
El 15 de marzo de 2007, Stan Lee presentó una demanda a los medios de comunicación contra Marvel Entertainment por $5 millones de dólares, alegando que la compañía es copropietaria de los personajes que Lee creó para Marvel. Además, un pleito sobre la propiedad de Ghost Rider fue presentado el 30 de marzo de 2007 por Gary Friedrich y Gary Friedrich Enterprises Inc.

### Subsidiaria de Disney
El 1 de septiembre de 2009, The Walt Disney Company anunció un acuerdo con Marvel Entertainment por 5 mil millones de dólares, recibiendo los accionistas de Marvel $3 dólares y, aproximadamente, existirían 0,745 acciones de Disney por cada acción de Marvel que posean. La votación tuvo lugar el 31 de diciembre de 2009 y la fusión fue aprobada. La adquisición de Marvel se terminó horas después de la votación de accionistas, por lo tanto, se otorgó la propiedad a Disney de Marvel Entertainment. La empresa fue retirado de la lista de la Bolsa de Nueva York bajo el ticker símbolo (MVL), debido al cierre de la operación. El 2 de junio de 2010, Marvel anunció que promovió a Joe Quesada como Director General Creativo de Marvel Entertainment. En junio de 2010, Marvel estableció una división encargada de la televisión contratando como vicepresidente ejecutivo de la misma a Jeph Loeb. En septiembre de 2010, Smith & Tinker consiguió la licencia de derechos de personajes de Marvel para un juego de colección del superhéroe digital de Facebook con la plataforma móvil de Apple. El 1 de octubre de 2010, Marvel trasladó sus oficinas a 135 W. Calle 50, Ciudad de Nueva York, en una suite de 60000 pies cuadrados bajo un contrato de subarriendo de nueve años. Stan Lee alzó otra demanda por los medios de comunicación contra de Marvel y fue despedido de nuevo en febrero de 2011.

## Unidades
Las unidades operativas de la compañía incluyen:

### Divisiones
- Marvel Comics: la división más popular de la industria, encargada de llevar a los personajes de la empresa y sus historias a los cómics.
- Marvel Toys (anteriormente Toy Biz): una compañía de juguetes propiedad de Isaac Perlmutter desde la década de 1990.
- Spider-Man Merchandising LP: Una operación conjunta de Marvel y Sony Pictures Consumer Products Inc. que posee los derechos cinematográficos de Spider-Man y los productos relacionados con la licencia.
- Marvel Televisión

### Filiales
- Marvel Entertainment International Limited (Reino Unido)
- Marvel Property, Inc. (Delaware)
- Marvel Internet Productions LLC (Delaware)
- Marvel Juguetes Limited (Hong Kong)
- MRV, Inc. (Delaware)
- MVL Development LLC (Delaware)
- Marvel Film Productions LLC (Delaware)
- MVL Internacional de CV (Países Bajos)

Empresas que mantienen los derechos intelectuales:
- Marvel Characters, Inc.
- Marvel Characters BV (Países Bajos)
- Marvel caracteres internacionales Holdings LLC (Delaware)
- Marvel Publishing, Inc.: editor de Marvel Comics
- Marvel Studios: productora de cine y televisión
- MVL Film Finance LLC: titular de las deudas de las películas de Marvel y de los derechos teatrales de cine de los diez personajes como garantía
- Marvel Animation: subsidiario encargado de la supervisión de producciones de animación de Marvel
- Filiales de Cine
  - MVL Derechos, LLC: filial titular de derechos de películas de todos los personajes Marvel con un contrato con MVL Film Finance
  - Iron Works Productions LLC: subsidiaria que mantiene la deuda para financiar las películas de Iron Man
  - MVL Productions LLC: una indirecta propiedad total de una filial de desarrollo de películas
  - Producciones increíbles LLC (Delaware): la deuda subsidiada para financiar la película The Incredible Hulk
  - MVL Iron Productions Obras Canada, Inc. (Ontario)
  - MVL increíble Producciones Canada, Inc. (Ontario)
- Asgard Productions LLC (Delaware)
- Green Guy Toons LLC (Delaware)
- Squad Productions LLC (Delaware)

## Nombres anteriores
- Marvel Enterprises, Inc.
- Toy Biz, Inc.
- Marvel Entertainment Group, Inc.

## Ejecutivos
- E. Morton Handel, Presidente de la Junta desde octubre de 1998 - presente
- Joseph Ahearn, CEO desde octubre de 1998 - 24 de noviembre de 1998 (de ToyBiz)
- Eric Ellenbogen, CEO desde el 24 de noviembre de 1998-presente
- F. Peter Cuneo, CEO desde julio de 1999-diciembre de 2002
- Allen Lipson (CEO) desde diciembre de 2002-presente
- Isaac Perlmutter (CEO) corriente